# LSV Mölders Krakau
Der Luftwaffensportverein Mölders Krakau (kurz: LSV Mölders Krakau) war während des Zweiten Weltkriegs ein Sportclub in einer Garnison der deutschen Luftwaffe im besetzten Polen. Der Verein, der nach dem Jagdflieger Werner Mölders benannt war, gewann 1943 und 1944 den Bernsteinpokal und wurde 1944 überdies Meister der Gauliga Generalgouvernement.

## Geschichte
Gegründet wurde der Militärsportverein im Jahr 1940. Die erfolgreichste Saison erlebte die Mannschaft 1943/44, nachdem Otto Faist, der den FC Schalke 04 zur deutschen Meisterschaft geführt hatte, ihr Trainer geworden war: Sie gewann 1943 den Bernsteinpokal und konnte diesen Erfolg ein Jahr später wiederholen. Finalgegner war beide Male WH Zel Praga Warschau.
1944 sicherte sich der LSV Mölders erstmals den Meistertitel des Distrikts Krakau und qualifizierte sich somit für die Endrunde der Gaumeisterschaft.  Zu dem Erfolg hatte der Dribbelkünstler Ernst Willimowski (TSV 1860 München), der im Spätherbst 1943 als Soldat der Luftwaffe zu dem Verein abgeordnet worden war, mit seinen Toren beigetragen. In der im Ligaformat (Jeder gegen jeden) ausgetragenen Endrunde der Gaumeisterschaft 1943/44 setzte sich der LSV Mölders gegen die Sieger der anderen vier Distrikte (Warschau, Radom, Lublin, Galizien) durch. 
Der Gewinn der Gaumeisterschaft berechtigte den Verein zur Teilnahme an der Endrunde um die deutsche Meisterschaft. Dort schied er allerdings schon in der ersten Runde aus: Vor heimischer Kulisse unterlag er dem VfB Königsberg mit 1:4, in dessen Reihen die Nationalspieler Hans Berndt (Tennis Borussia Berlin) und Herbert Burdenski (FC Schalke 04) standen.
Eines seiner letzten Spiele bestritt der LSV Mölders am 19. November 1944 gegen die Soldatenmannschaft Rote Jäger, die im Rahmen der Truppenbetreuung nach Krakau gekommen war: Vor 3000 Zuschauern verloren die Platzherren 0:14. In der Partie erzielte Hermann Eppenhoff, zuvor Stürmer der Meistermannschaft des FC Schalke 04, fünf Tore. In der Siegerelf stand auch Fritz Walter. Wenig später wurde der Verein angesichts des Vormarschs der Roten Armee im Süden Polens aufgelöst.

## Mannschaft der Endrunden
Aufstellung für das Endrundenspiel der Deutschen Meisterschaft gegen den VfB Königsberg:
| Johnsen |

| Boxleitner     |
| Eberhardt      |
| Johann Urbanek |

| Dampir   |
| Janoczek |

| Bixemann        |
| Fege            |
| Ginzel          |
| Franz Grigutsch |
| Mödel           |

## Bekannte Spieler
- Willi Ginzel
- Franz Grigutsch
- Heinrich Spodzieja
- Johann Urbanek
- Ernst Willimowski

## Erfolge
- Bernsteinpokalsieger: 1943, 1944
- Sieger im Distrikt Krakau: 1944
- Meister der Gauliga Generalgouvernement: 1944